# Hastings Cutoff

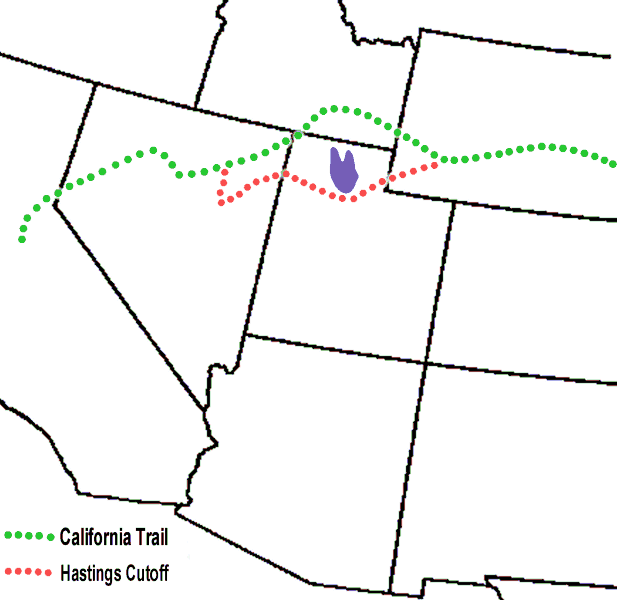
Rotta del California Trail e dell'Hasting Cutoff nell'ovest degli Stati Uniti d'America

L’Hastings Cutoff era una via alternativa, verso ovest, seguita dagli emigranti per recarsi in California, proposta da Lansford Hastings in The Emigrant's Guide to Oregon and California. La spedizione Donner prese questa strada.

## Descrizione
Una frase nella guida di Hastings la descrive brevemente: 
(Lansford Hastings - The Emigrant's Guide to Oregon and California)
La scorciatoia lasciava l'Oregon Trail a Fort Bridger nel Wyoming, attraversava la catena del Wasatch, il deserto del Gran Lago Salato, un sentiero senz'acqua lungo 130 km., girava attorno alle Ruby Mountains e raggiungeva il California Trail circa 11,5 km. a ovest della moderna Elko (anche Emigration Canyon "canyon degli emigranti"). 
L'estremità occidentale della scorciatoia è contrassegnata come Nevada Historical Marker 3.

## Uso della pista
Hastings condusse un piccolo gruppo via terra alla fine del 1845 e trascorse l'inverno in California. Significativamente, il suo soggiorno al Forte Sutter coincise con una visita di John C. Frémont, che aveva appena esplorato il deserto del Gran Lago Salato. La sua lettera che descriveva una nuova rotta per la California venne ampiamente pubblicata sui giornali orientali. In aprile, Hastings partì con alcuni compagni per incontrare l'emigrazione del 1846. Rimase in prossimità del fiume Sweetwater mentre un viaggiatore diretto a est portava la sua lettera aperta invitando gli emigranti lungo il California Trail a incontrarlo a Fort Bridger. La carovana era composta da 60-75 carri e viaggiò con Hastings sulla sua scorciatoia. Dovette affrontare una difficile discesa lungo il Weber Canyon, un viaggio senza acqua di 130 km. attraverso il deserto del Gran Lago Salato e una lunga deviazione intorno alle montagne del Ruby. Nonostante le solite prove dei viaggi via terra, arrivarono tutti sani e salvi in California. 

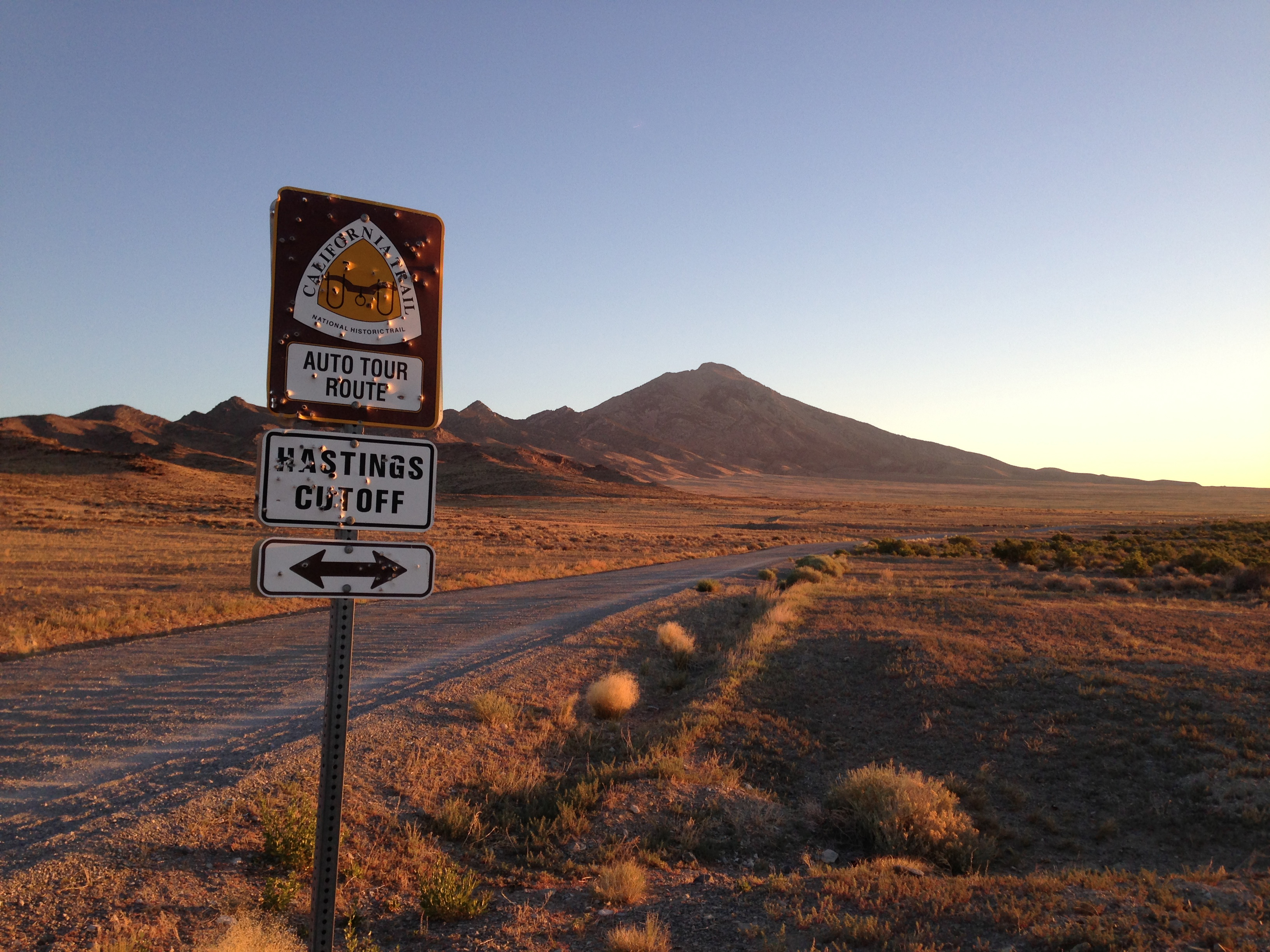
Cartello che indica l'Hastings Cutoff vicino a Pilot Peak

La spedizione Donner, seguendo questa scorciatoia, del 1846, ebbe un'esperienza funesta. Erano arrivati con circa una settimana di ritardo alla scorciatoia di Hastings e, su suo suggerimento, aprirono la strada a un percorso alternativo per evitare il Weber Canyon. Lo stato della strada, attraverso le Montagne Wasatch e il faticoso deserto del Gran Lago Salato, ritardarono il loro cammino. Quando arrivarono al California Trail erano in ritardo di circa un mese. La spedizione arrivò al Passo Donner proprio quando una tempesta invernale precoce lo rese impraticabile. Dopo essere rimasti bloccati dalla neve nella Sierra Nevada, molti morirono di fame e alcuni degli emigranti furono costretti a mangiare i loro animali e anche i membri deceduti del gruppo. 
Nel luglio 1847, il capo mormone Brigham Young guidò una spedizione d'avanguardia di emigranti da Winter Quarters, in quello che ora è Omaha, nel futuro sito di Salt Lake City. La carovana scelse di utilizzare l'Hastings Cutoff passando per il moderno Emigration Canyon. Il gruppo di Young apportò notevoli miglioramenti ad alcune parti della scorciatoia, durante il suo viaggio, in modo che le successive carovane mormoni potessero raggiungere più facilmente la valle di Salt Lake. William Clayton, lo scriba della compagnia, dichiarò, nelle sue riviste, che la carovana cercò di seguire la rotta lasciata dalla spedizione Donner l'anno precedente, ma solo occasionalmente fu in grado di identificarne le tracce. 
La corsa all'oro della California creò un enorme aumento del traffico verso l'ovest e diverse spedizioni, del 1849 e 1850, utilizzarono la scorciatoia di Hastings. L'anno 1850 vide lo sviluppo di una nuova rotta chiamata Cutoff del Lago Salato che evitò il deserto del Gran Lago Salato ad ovest del lago. Successivamente, l'Hastings Cutoff fu abbandonato, ad eccezione delle porzioni ad est di Salt Lake City, dove rimase la parte finale del Mormon Trail.